# Plutos
Plutos es una historieta italiana de aventuras de la casa Edizioni Audace (hoy Sergio Bonelli Editore), creada por Gian Luigi Bonelli en 1949. Los dibujos son de Leone Cimpellin.
Plutos representa uno de los primeros héroes enmascarados de la historieta italiana. Sin embargo, las polémicas contra la figura del justiciero-vengador llevaron al cierre anticipado de la serie.

## Argumento
El protagonista es Bill Donovan, quien tras la muerte de su hermano, matado en un tiroteo entre pandillas, decide vengarlo combatiendo contra el crimen. Mantiene su identidad secreta usando el nombre Plutos y un traje rojo con capa y máscara, parecido al de Batman. En su lucha a los delincuentes, dirigida sobre todo contra gángsters y sociedades secretas chinas, Plutos puede contar con dos aliados, la hermosa Lula Michigan y el ex boxeador Joe. Sus pistolas emanan un gas somnífero que narcotiza a las víctimas, destinadas a despertarse en prisión.